# Northamptonshire
Le Northamptonshire /nɔrˈθæmptənʃə(ɹ)/, abrégé en « Northants », est un comté cérémoniel de la région des Midlands de l'Est en Angleterre. Sa population est de 692 000 habitants d'après le recensement de 2011 (en).

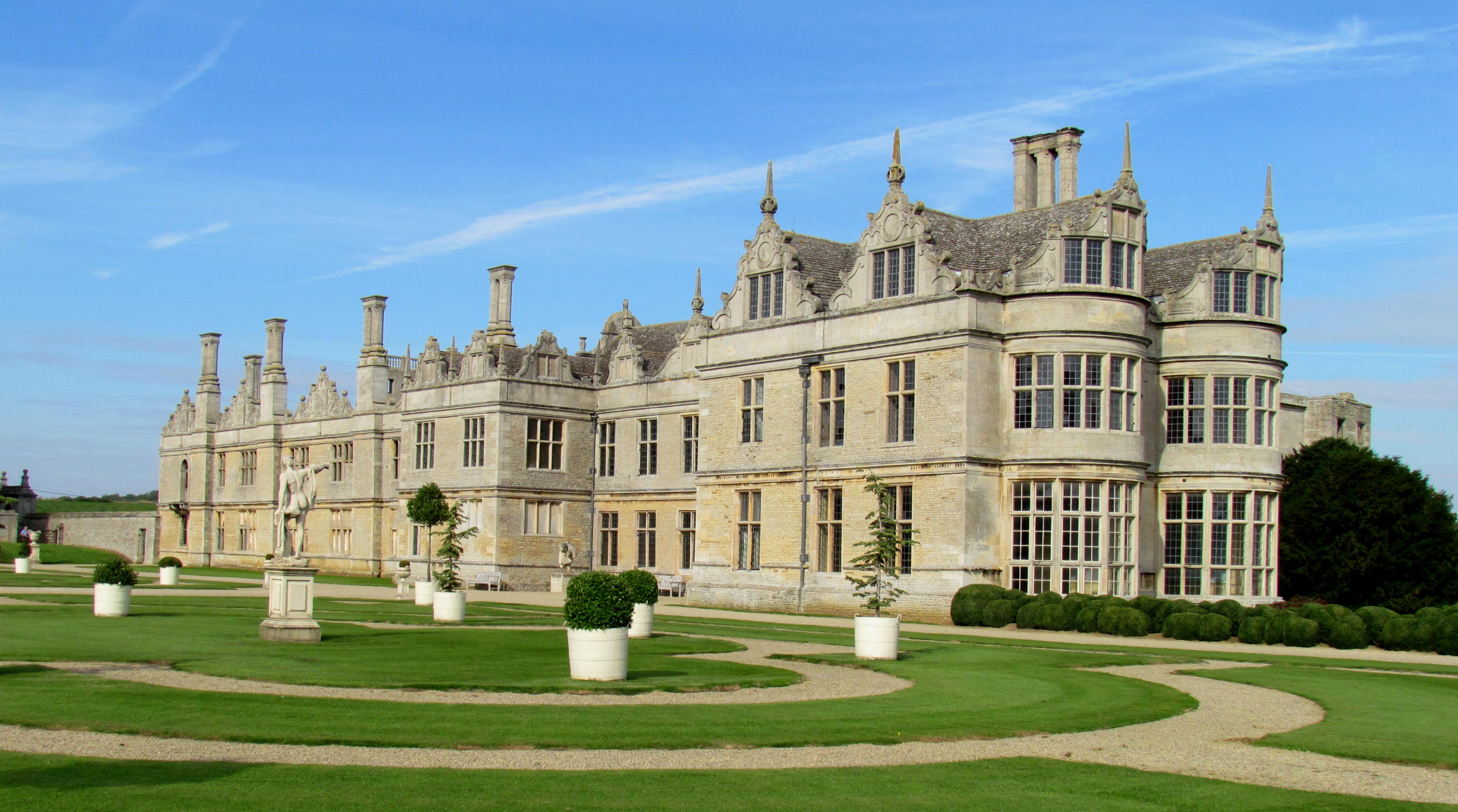
Salle Kirby

Il a des frontières avec huit autres comtés cérémoniaux : la Warwickshire à l'ouest, le Leicestershire et Rutland au nord, le Cambridgeshire à l'est, le Bedfordshire au sud-est, le Buckinghamshire au sud, l'Oxfordshire au sud-ouest et le Lincolnshire au nord-est.
Le siège du comté est Northampton. Les autres principales agglomérations sont Kettering, Corby, Wellingborough, Rushden et Daventry.

## Subdivisions

### Depuis 2021

Subdivisions du Northamptonshire (depuis 2021).

Depuis le 1er avril 2021 et l'abolition du conseil de comté du Northamptonshire, la zone correspondant au comté cérémoniel du Northamptonshire est divisée en deux autorités unitaires.
| No | Nom                    | Chef-lieu   | Superficie (km2) | Population (est. 2019) |
| -- | ---------------------- | ----------- | ---------------- | ---------------------- |
| 1  | West Northamptonshire  | Northampton | 1 377,3          | 405 050                |
| 2  | North Northamptonshire | Kettering   | 987,0            | 354 477                |

### 1974-2021

Subdivisions du Northamptonshire (1974-2021).

De 1974 à 2021, le Northamptonshire était un comté non métropolitain, avec un conseil de comté élu qui siégeait à Northampton. Le comté était alors divisé en sept districts, chacun ayant un conseil de district.
| No | Nom                    | Chef-lieu      | Superficie (km2) | Population (est. 2011) |
| -- | ---------------------- | -------------- | ---------------- | ---------------------- |
| 1  | South Northamptonshire | Towcester      | 634,0            | 85 400                 |
| 2  | Northampton            | Northampton    | 80,8             | 212 500                |
| 3  | Daventry               | Daventry       | 662,6            | 78 100                 |
| 4  | Wellingborough         | Wellingborough | 163,0            | 75 600                 |
| 5  | Kettering              | Kettering      | 233,5            | 93 800                 |
| 6  | Corby                  | Corby          | 80,3             | 61 600                 |
| 7  | East Northamptonshire  | Thrapston      | 509,8            | 86 900                 |

## Politique
Le Northamptonshire comprend sept circonscriptions électorales :
| Nom | Nom                    | Nombre d'électeurs (2010) | Député                                   |
| --- | ---------------------- | ------------------------- | ---------------------------------------- |
|     | Corby                  | 79 468                    | Tom Pursglove (Parti conservateur)       |
|     | Daventry               | 67 256                    | Chris Heaton-Harris (Parti conservateur) |
|     | Kettering              | 62 813                    | Philip Hollobone (Parti conservateur)    |
|     | Northampton North      | 64 212                    | Michael Ellis (Parti conservateur)       |
|     | Northampton South      | 62 133                    | David Mackintosh (Parti conservateur)    |
|     | South Northamptonshire | 68 773                    | Andrea Leadsom (Parti conservateur)      |
|     | Wellingborough         | 71 392                    | Peter Bone (Parti conservateur)          |